# Амин, Иди
Да́да У́ме И́ди Ами́н (англ. Idi Amin Dada Oumee; не ранее 1923 и не позднее 1928[…] или 30 мая 1928, Кобоко, Уганда, Британская империя или Кампала, Уганда, Британская империя — 16 августа 2003[…], Эр-Рияд, Джидда или Саудовская Аравия) — угандийский военный и государственный деятель, президент Уганды в 1971—1979 годах. Генерал, а затем фельдмаршал угандийской армии.
Его мать была медсестрой. Не получив начального образования, Амин отправился служить в британскую армию в качестве рядового Королевских африканских стрелков 21-й дивизии. После получения Угандой независимости в 1962 году Иди Амин, будучи в ранге капитана (а с 1963 года — майора) угандийской армии, сблизился с Милтоном Оботе, первым премьер-министром страны, противоречиво относящимся к королю-президенту Уганды Эдуарду Мутесе II. При полной поддержке Амина Оботе сверг короля, отправив его в изгнание в Лондон, провозгласив себя президентом в марте 1966 года. В результате государственного переворота, совершённого Оботе, Амин в 1966 году стал главнокомандующим вооружёнными силами Уганды. Зная, что Оботе в ближайшее время собирается арестовать его за казнокрадство, Амин приступил к решительным действиям. Воспользовавшись отсутствием президента, 25 января 1971 года Амин захватил власть в результате очередного государственного переворота.
В августе 1972 года Амин объявил курс на «угандизацию». Сначала была реквизирована собственность выходцев из Азии, а затем и собственность европейцев. Жившие в Уганде лица индийского и пакистанского происхождения, не имевшие местного гражданства (60 тысяч человек), были изгнаны из Уганды. Амин произвёл переориентацию внешней политики Уганды, разорвав дипломатические отношения с Израилем и начав сотрудничество с арабскими государствами, а также с СССР, от которых стал получать значительную финансовую помощь.
В 1973 году Амин демонстративно отправил группу угандийских офицеров участвовать в очередной войне Египта и Сирии против Израиля. В 1976 году Амин разорвал дипломатические отношения с Великобританией. Амин выдвинул территориальные претензии к Танзании и Кении, начав вооружённые столкновения на угандийско-танзанийской границе. В это же время (в 1972—1975 годах) была втрое увеличена численность армии, было закуплено большое количество оружия (у СССР). Из-за возросших государственных расходов Амин заморозил заработную плату в госсекторе, урезал финансирование социальных программ и медицины. Недовольство населения становилось массовым. Амин развернул широкие репрессии. Среди физически уничтоженных были и армейские офицеры, и даже министры.
В 1975 году Амин присвоил себе звание фельдмаршала, а в 1976 году объявил себя пожизненным президентом. В октябре 1978 года войска Амина вторглись в Танзанию. Напав на дружественную социалистическому блоку страну, Амин, окончательно лишившись внешнеполитической поддержки, был разбит, а в апреле 1979 года танзанийские войска заняли столицу Уганды.
11 апреля 1979 года Иди Амин бежал из Кампалы в Ливию, потом перебрался в Ирак, откуда в декабре 1979 года переселился в Саудовскую Аравию. В 1989 году Амин, всерьёз полагавший, что народ Уганды нуждается в его возвращении, попытался вернуться в страну, опираясь на вооружённую группировку полковника Джумы Ориса. Готовясь к восстановлению власти над Угандой, экс-президент прибыл в Киншасу, однако через некоторое время был отправлен назад в Саудовскую Аравию заирским диктатором Мобуту Сесе Секо.
В последние годы жизни Амин страдал повышенным кровяным давлением. 20 июля 2003 года одна из жён Амина объявила, что он впал в кому и находится в госпитале имени короля Фейсала в Джидде. До последних дней своей жизни Амин получал сообщения с угрозами в свой адрес. В клинике, где он лежал, была выставлена охрана у дверей реанимационного отделения, поскольку неизвестные смогли дозвониться даже в его палату. Президент Уганды Йовери Мусевени, несмотря на соответствующую просьбу семьи Амина, отказался от предоставления бывшему диктатору амнистии, не разрешив ему вернуться на родину.
Амин умер в Саудовской Аравии 16 августа 2003 года в возрасте 78 лет и был похоронен в Джидде.
Амин рассматривается критиками как создатель одного из самых жестоких тоталитарных режимов в Африке, правление которого ознаменовалось усилением экстремистского национализма и трайбализма. Согласно подсчётам, проведенным после свержения Амина, потенциальными жертвами его репрессий стали от 300 до 500 тысяч граждан Уганды (~ 1,58 % — 2,63 % от 19-миллионного населения), не менее двух тысяч он убил лично.

## Ранние годы
Точные дата и место рождения Иди Амина неизвестны. Чаще всего биографические источники сообщают в качестве его даты рождения 1 января 1925 года или 17 мая 1928 года, а места рождения — Кампалу или Кобоко. Впрочем, ни сам Амин, ни его семья не помнили точных сведений об обстоятельствах его рождения. Согласно угандийскому исследователю Фредерику Гуведекко, при рождении Амину было дано имя Иди Аво-Онго Ангу Амин. Уже в первую неделю жизни Иди Амин весил почти пять килограммов, а в зрелые годы достигал веса 110 кг при росте 192 см.
Родители Амина происходили из племён каква и лугбара. Мать будущего диктатора, Асса Аатте (1904—1970), согласно официальным источникам, была медсестрой, но сами угандийцы утверждают, что она была одной из влиятельнейших колдуний страны, к услугам которой обращались многие представители племенной знати лугбара, включая бугандийскую королевскую семью. Отец Амина — Андре Ньябире (1889—1976), изначально католик, в 1910 году перешёл в ислам. Хотя отец расстался с матерью и ребёнком вскоре после рождения Амина, последний по собственной воле принял ислам в шестнадцатилетнем возрасте. В 1941 году на протяжении короткого времени Иди Амин посещал мусульманскую школу в Бомбо, где изучал Коран. Судя по воспоминаниям будущих товарищей Амина по оружию, это обстоятельство не помешало ему оставаться неграмотным до конца 1950-х годов, однако он неплохо говорил на языках суахили и нуби.

## Армейская карьера
Практически не получив начального образования и сменив ряд занятий, в 1946 году Иди Амин, до этого продававший сладкое печенье, отправился служить в британскую армию, где первоначально занимал должность помощника повара в стрелковой дивизии. С 1947 года в качестве рядового 21-й дивизии Королевских африканских стрелков отбывал службу в Кении (по официальным угандийским сведениям, Амин ещё в ходе Второй мировой войны принимал участие в сражениях на территории Бирмы, однако исследователи биографии Амина считают этот факт порождением пропаганды). В 1949 году дивизия Амина была переведена в Сомали для борьбы с повстанцами шифта. После начала антиколониального восстания в Кении Амин с 1952 года сражался против возглавляемых Джомо Кениатой повстанцев «Мау-мау».
Именно в армии и появилось прозвище Амина — «Дада», то есть «сестра». Хотя Гуведекко считает, что приставка «Дада» была принята ещё отцом Иди Амина, но чаще происхождение этого прозвища объясняется тем, что в объяснениях офицерам, систематически обнаруживавшим в палатке рядового Амина женщин, сам Амин называл их своими «сёстрами» («дада янгу» на суахили). В скором времени его сослуживцы стали называть всех проходящих мимо казарм женщин «сёстрами Амина».
Вместе с тем, в боях с повстанцами Амин проявлял чрезвычайное мужество, жестокость (сохранились многочисленные свидетельства совершённых Амином жестокостей по отношению к повстанцам) и хладнокровие, что обеспечило его восхождение по служебной лестнице. В 1948 году он становится капралом 4-го батальона Королевских африканских стрелков, а в 1952 году — сержантом. В 1953 году после успешной операции по ликвидации генерала кенийских повстанцев он получил чин эфенди (аналог уорэнт-офицера) — высочайший доступный для темнокожего служащего британской армии того времени. В 1961 году, за год до получения его страной независимости, Амин был в числе первых двух угандийцев, повышенных до звания лейтенанта. Первым заданием лейтенанта Амина было разоружение кочевников из танзанийской народности туркана и населения Уганды, враждующего с ними за владение скотом. В этот период Иди Амин уделял чрезвычайно много времени занятию спортом и поддержанию физической силы. В 1951—1960 годах он был чемпионом среди боксёров-тяжеловесов Уганды. Кроме того, он занимался регби и становился победителем соревнований по плаванию. Существует даже легенда о том, что Амин входил в качестве игрока замены в сборную Восточной Африки по регби в матче против «Британских львов» в 1955 году, однако она опровергается отсутствием Амина в официальном списке игроков.
После получения Угандой независимости в 1962 году Иди Амин, став капитаном (а с 1963 года — майором) угандийской армии, сблизился с Милтоном Оботе, первым премьер-министром страны. В это время нарастали противоречия между Оботе и президентом Уганды (бывшим одновременно кабакой, то есть королём, племени буганда) Эдуардом Мутесой II касательно статуса бугандийского этноса и королевского домена. В ответ король-президент обвинил Оботе и занимавшего должность заместителя командующего армией Иди Амина в коррупции и контрабанде золота из Демократической республики Конго. Когда парламент потребовал расследования данного обвинения, премьер-министр при полной поддержке Амина использовал армию против населения, распустив парламент, приостановив действие конституции, арестовав пятерых министров и провозгласив себя президентом в марте 1966 года. Уганда становилась унитарной республикой, местные королевства ликвидировались, а Мутеса II отправился в изгнание в Лондон, где и умер в 1969 году в состоянии алкогольного опьянения.

## Переворот
В результате государственного переворота, совершённого Оботе, Амин в 1966 году стал главнокомандующим вооружёнными силами Уганды (в 1968 году получил звание генерал-майора). Получив такие полномочия, он стал набирать в армию лояльных к нему мусульман из племён каква, лугбара и прочих, населяющих прилегающие к суданской границе области на западном берегу Нила, а также нубийцев-переселенцев из Судана. Со временем напряжённость между президентом и командующим армией, ранее бывшими соратниками, нарастала, чему способствовали поддержка Амином восстания в Южном Судане и неудачное покушение на жизнь Оботе.
В октябре 1970 года президент принял на себя функции главнокомандующего вооружёнными силами, понизив таким образом статус Амина. Зная, что Оботе в ближайшее время собирается арестовать его за казнокрадство, Амин приступил к решительным действиям. Пока Оботе находился в Сингапуре на саммите Британского Содружества наций, 25 января 1971 года Амин захватил всю полноту власти в результате очередного государственного переворота. Подконтрольные Амину войска перекрыли ключевые дороги, заняли Кампалу, окружили президентскую резиденцию и заблокировали международный аэропорт Энтеббе — главную артерию, связывавшую страну с внешним миром. В эфире Радио Уганды свергнутый президент Оботе был обвинён в коррупции и излишнем покровительстве региону Ланги.
Первые шаги Амина на посту нового президента были призваны расположить к нему как население, так и иностранные государства. Амин провозгласил, что является «солдатом, а не политиком», и передаст власть гражданским лицам, как только ситуация нормализуется и будут проведены выборы. Декретом № 1 от 2 февраля 1971 года он восстановил действие конституции и объявил себя президентом и верховным главнокомандующим Уганды. Была распущена секретная полиция, из тюрем освобождались политзаключённые, а тело первого президента Уганды Мутесы, смещённого при прямом участии Амина, было возвращено из Великобритании и торжественно перезахоронено.
Британское министерство иностранных дел не нашло более подходящей характеристики для нового единоличного правителя Уганды, как «…хороший футболист». Интересно, что все члены правительства Амина были награждены военными званиями и личными автомобилями «Мерседес». В 1975 году Амин в мирное время сам себе присвоил звание фельдмаршала, а в 1976 году провозгласил себя пожизненным президентом Уганды.
Первоначально Амин ориентировался на поддержку Великобритании, Израиля и ЮАР, где господствовал режим апартеида. Рассчитывая на поддержку со стороны Запада, он был тепло принят в Великобритании. Первая его заграничная поездка была совершена с целью получить кредиты и финансовую помощь от Израиля, однако местное руководство отнеслось к предложениям президента-мусульманина с подозрением и отказало в кредитовании угандийской экономики. В результате Амин разорвал дипломатические отношения с этой страной и обратился за помощью к Ливии. Муаммар Каддафи, поддерживавший антиимпериалистические движения по всему миру, пришёл к выводу, что Иди Амин так же искренен в своём стремлении освободиться от иностранной зависимости. Уганда стала одним из ближайших союзников Ливии, а следовательно, и получателем военной и гуманитарной помощи из Советского Союза. От СССР Амин требовал, в первую очередь, поставки вооружений. Вплоть до свержения Иди Амина в 1979 году в Уганде работала группа советских военных советников. В 1975 году в кенийском порту Момбаса был арестован советский груз оружия, предназначавшийся для угандийского режима. Соединённые Штаты Америки закрыли своё посольство в стране в 1973 году, а Великобритания — в 1976 году.

## Террор
Придя к власти, Амин начал массовую пропаганду «реформ», с внедрением в угандийское общество идей экстремистского национализма, трибализма, расизма и сексизма, а также усилением центрального аппарата управления, национализации собственности и экономической деятельности. В первые месяцы управления Амином были созданы эскадроны смерти, первыми жертвами которых стали 70 офицеров, выступивших против Амина во время переворота. Голову одного из них, начальника штаба Сулеймана Хуссейна, Амин впоследствии держал в своём холодильнике в качестве трофеев. До мая 1971 года диктатор с помощью своих эскадронов смерти расправился практически со всем высшим армейским командным составом, убив более 10 000 человек (среди них оказались и двое европейцев — журналистка и преподаватель общественных наук). С каждым годом убийства и казни происходили всё чаще и становились всё более массовыми. Так как солдаты не успевали рыть могилы, тела приходилось сбрасывать в Нил или скармливать крокодилам. Трупы убитых, которые предъявлялись изредка к опознанию или которые вылавливались у плотины на водопаде Оуэн неподалёку от Джинджи, носили следы самого невероятного насилия.
Жесточайшие репрессивные меры были направлены против ненавистной Амину интеллигенции и племён, в числе которых насчитывалось наибольшее количество сторонников свергнутого Оботе, в 1972 году попытавшегося восстановить себя в качестве правителя Уганды посредством наступления со стороны танзанийской границы. Амин ответил бомбардировками танзанийских городов и селений, а также этническими чистками в армии, приведшими к ликвидации большей части кадрового состава из этносов ачоли и ланго. Вскоре преследования распространились и на гражданское население Уганды. По мере нарастания атмосферы страха в стране в действиях президента просматривалось всё больше параноидных наклонностей, и он стал панически бояться возможного переворота со стороны собственных министров. Гостиница «Нил» получила печальную известность благодаря громким политическим убийствам оппонентов Амина, многие из которых совершались лично диктатором Уганды.
Амин проводил политику террора на основании своих собственных декретов № 5 и 8. Первый из них был издан в марте 1971 года. Он предоставлял военным право задерживать любого человека, обвиненного в «нарушении порядка». Для борьбы с инакомыслием Иди Амин организовал собственную службу безопасности — Бюро государственных расследований (БГР). Этой организацией не только мгновенно пресекалась любая оппозиция, но и велась слежка за большей частью городского населения. Более того, для восполнения бюджета БГР Амин изобрёл один из наиболее аморальных и бесчеловечных способов получения денег, известных в практике тоталитарных режимов, — работники БГР с личного поощрения президента имели право арестовывать и убивать случайных людей. Семья незаконно убитого должна была выплатить деньги за возвращение тела покойного. Так как культ предков распространён во всей Уганде, родственники чаще всего были вынуждены идти на выплату денег убийцам погибшего за возможность его похоронить.
Уже в течение первого года пребывания Амина на посту президента неумелое руководство угандийской экономикой привело к экономическому коллапсу, который стал причиной банкротства страны. Банк Уганды перестал ограничивать количество печатаемой валюты, и она полностью обесценилась. Уровень жизни в Уганде, и без того один из самых низких в Африке, опустился до рекордных отметок. В это время Амин продолжал жить во дворце эмигрировавшего из страны миллионера и пользоваться его богатым автопарком. Диктатору Уганды понадобились целые социальные и этнические группы, которые можно было обвинить в экономическом кризисе.
4 августа 1972 года Амин объявил, что Аллах во сне призвал его изгнать из страны всех «мелкобуржуазных» азиатов, объявленных им виновными в бедствиях экономики Уганды. Выходцы из Южной Азии, переселившиеся в Уганду ещё во времена британского владычества, действительно представляли собой костяк торговли Уганды, однако значительная часть из них была занята в других сферах деятельности. Амин предоставил 50 000 проживающим в Уганде азиатам, преимущественно выходцам из Индии (в основном из штата Гуджарат) и Пакистана, 90 дней на то, чтобы покинуть страну. Всё имущество этой части населения было экспроприировано и позже передано унтер-офицерам угандийской армии, поддерживающим диктаторский режим. Оставшиеся в африканской стране азиаты были депортированы из городов в деревни. Результаты этой акции были прямо противоположны предполагавшимся: производство всех статей экспорта Уганды катастрофически сократилось. Когда президент соседней Танзании Джулиус Ньерере высказал свой протест по поводу депортации азиатов, Амин отправил ему телеграмму следующего содержания: «Я очень люблю Вас, и если бы Вы были женщиной, то я бы женился на Вас, хотя Ваша голова уже седа». Руководителям Великобритании, потребовавшим возмещения нанесённого британским предприятиям в ходе изгнания азиатов ущерба размером 20 миллионов фунтов стерлингов, Амин ответил, что обдумает их требования, когда королева и премьер-министр Эдвард Хит лично прибудут в президентский дворец Кампалы, а также предложил королеве Елизавете II передать ему полномочия главы Содружества наций.
Амин, мусульманин по вероисповеданию, начал жестокий террор и против христианского населения страны, при том, что численность мусульманского населения немногим превышала 10 %. Христиане вслед за иммигрантами из Южной Азии были объявлены виновниками всех бед в стране. Чтобы защитить христианских верующих от гонений, архиепископ Уганды, Руанды и Бурунди Джанани (Янани) Лувум и другие церковные сановники подписались под отправленной диктатору петицией с критикой террористических методов управления страной. В ответ на сопротивление архиепископа Иди Амин в середине февраля 1977 года в номере гостиницы «Нил» собственноручно застрелил архиепископа Джанани Лувума, предварительно попросив того помолиться за мирное будущее Уганды. Вскоре скудное официальное сообщение от 17 февраля 1977 года оповестило, что Лувум и двое министров правительства Уганды погибли в автокатастрофе. Их тела были сожжены солдатами. Когда правда о зверских убийствах была предана широкой огласке, вся мировая общественность была потрясена. А в следующем месяце, выступая на встрече на высшем уровне афроарабских стран в Каире, Амин заявил: «В Уганде нет тюрем. Мы все живём в мире и безопасности. Уганда свободна, и её люди процветают».
В 1976 году разразился скандал в университете Макерере. Весной людьми из «общественной безопасности» был убит один из студентов. Затем — главная свидетельница убийства — беременная женщина. Дело об убийстве студента было спущено на тормозах, что возмутило университетскую молодёжь. К тому же в Макерере учился один из сыновей Амина. 3 августа 1976 года студенческая молодёжь устроила демонстрацию под лозунгом «Спасите нас от Амина». Демонстранты были жестоко избиты солдатами и полицейскими. После этого было проведено расследование, в результате которого несколько студентов исчезли из университета навсегда. А спустя несколько дней в том же университете на церемонии чествования выпускников Амин получил степень почётного доктора права «за восстановление в Уганде законности и порядка» и за то, что «дал угандийцам возможность жить без страха».
К 1977 году из Уганды сбежали 15 министров, 6 послов и 8 заместителей министров. Фактически полностью опустел университет Макерере. В эмиграции оказались профессора, деканы факультетов и лекторы по основным дисциплинам. Остались лишь конформисты, перекраивавшие историю, географические карты и т. д. по указке Амина. К концу правления Амина Уганда стала одной из беднейших стран планеты. На армию расходовалось 65 процентов ВВП. Сопротивление режиму росло с каждым днём. Сельское хозяйство и рудники находились в упадке, автомагистрали и железные дороги пришли в негодность. Большинство предприятий, которыми владели азиаты, были розданы армейским офицерам и разграблены.

## Экономическая политика Амина[31]
Экономическая политика Иди Амина, президента Уганды в 1971–1979 годах, была хаотичной, непоследовательной и в значительной степени разрушительной для экономики страны. Его правление характеризовалось популистскими мерами, отсутствием стратегического планирования и репрессиями против ключевых групп населения, что привело к экономическому коллапсу. Одним из самых известных и катастрофических решений Амина стало изгнание азиатской общины в 1972 году. Около 60 000 человек азиатского происхождения, в основном индийцев и пакистанцев, которые контролировали значительную часть бизнеса и торговли в Уганде, были вынуждены покинуть страну. Это решение было оправдано популистскими лозунгами о "передаче экономики в руки африканцев". Однако последствия оказались ужасными: изгнание азиатской общины привело к краху многих отраслей экономики, включая торговлю, производство и сферу услуг. Новые владельцы бизнесов, часто связанные с режимом Амина, не имели опыта управления, что привело к резкому снижению производительности.
Кроме того, Амин проводил политику национализации предприятий, принадлежавших иностранцам и азиатской общине. Эти предприятия передавались государству или лояльным режиму лицам. Однако национализация привела к неэффективному управлению, коррупции и упадку промышленности. Многие предприятия просто прекратили своё существование. Сельское хозяйство, являвшееся основой экономики Уганды, также пострадало из-за отсутствия инвестиций и разрушения инфраструктуры. Производство кофе, хлопка и других экспортных культур сократилось, что привело к падению доходов от экспорта.
Экономическая политика Амина была пронизана коррупцией. Ресурсы страны распределялись среди его сторонников и военных, что подрывало экономическую стабильность. Государственные средства растрачивались, а инвестиции в ключевые сектора экономики отсутствовали. Из-за репрессий, нарушений прав человека и агрессивной внешней политики, включая конфликт с Танзанией, Уганда оказалась в международной изоляции. Многие страны и международные организации прекратили экономическую помощь, что лишило Уганду иностранных инвестиций и усугубило экономический кризис.
Неэффективное управление экономикой и растущий дефицит бюджета привели к гиперинфляции. Национальная валюта, угандийский шиллинг, резко обесценилась, что вызвало резкое падение уровня жизни населения и рост бедности. Амин также уделял большое внимание армии, увеличивая военные расходы в ущерб другим секторам экономики. Это было связано с его стремлением удержать власть и подавить оппозицию, но чрезмерные военные расходы истощили бюджет и привели к ещё большему экономическому дисбалансу.
Итогом экономической политики Иди Амина стал глубокий кризис в Уганде. К концу его правления страна оказалась в состоянии экономического коллапса: разрушенная инфраструктура, гиперинфляция, отсутствие инвестиций и международной поддержки. После свержения Амина в 1979 году Уганде потребовались десятилетия, чтобы восстановить экономику.

## Рейд на Энтеббе
Деятельность Амина не ограничивалась террором против собственного населения. Иди Амин вел весьма активную внешнюю политику. Советский Союз снабжал его оружием, Ливия предоставляла финансовую помощь, а Организация освобождения Палестины присылала советников. Имея прочные связи с Муаммаром Каддафи и Организацией освобождения Палестины, которой даже было предоставлено бывшее израильское посольство, Амин разрешил террористам из НФОП (Палестина) и «Революционных ячеек» (ФРГ), угнавшим 27 июня 1976 года в Афинах самолёт французской авиакомпании «Эйр Франс» (рейс 139), посадить его в международном аэропорту Энтеббе, второго по величине города страны. Террористы угрожали убить 256 захваченных заложников, размещённых в пассажирском терминале в Энтеббе, если они не добьются освобождения 53 бойцов ООП из тюрем Израиля, Кении и Западной Германии. Срок ультиматума истекал 4 июля, на утро были запланированы первые, устрашающие, расстрелы.
Амин дал разрешение только на освобождение заложников, не являвшихся израильскими гражданами. 3 июля 1976 года в результате проведённой операции Израилем заложники были освобождены, при этом 20 угандийских солдат и 7 террористов убиты. Все угандийские военные самолёты (или лишь незначительная часть), в том числе основа ВВС Уганды — одиннадцать истребителей «МиГ») в аэропорту Энтеббе взорваны (по другим данным было атаковано лишь 8 угандийских «МиГов», причём не взорваны, а обстреляны пулемётами, в результате обстрела некоторые из 8 загорелись). Потери израильских спецслужб во время операции были минимальными — было убито двое израильтян (среди них подполковник Йонатан Нетаньяху, старший брат будущего премьер-министра Израиля Биньямина Нетаньяху, руководивший операцией). Из заложников в Уганде осталась только 73-летняя Дора Блох, её сын был переводчиком Амина на переговорах с заложниками, доставленная из-за проблем со здоровьем в больницу. По личному распоряжению Амина она была застрелена двумя офицерами армии Уганды, а её тело бросили вблизи Кампалы. Иди Амин приказал убивать кенийцев, проживающих в Уганде, в отместку Кении за помощь, оказанную Израилю при проведении операции (Кения предоставила аэропорт для промежуточной заправки израильских самолётов). В результате были убиты 245 человек.

## Личная жизнь
В 1966 году он дважды женился. Его жёнами стали Малия-му и Кей Адроа. В следующем году Амин женился на третьей своей жене Норе, а затем в 1972 году на четвёртой — Медине. 26 марта 1974 года Иди Амин объявил по радио Уганды о том, что он официально развёлся со своими первыми тремя жёнами, причём некоторые из них были зверски убиты. Тело одной из этих жён — Кей Адроа, — с которой Амин официально развёлся четыре месяца спустя, было найдено в багажнике автомобиля расчленённым. Официально было объявлено, что она скончалась от неудачной попытки аборта. Другая, мусульманская жена Амина — Малия-му Путеси — была арестована и подвергнута тюремному заключению якобы за незаконную торговлю тканями с Кенией. После ареста и выплаты штрафа её отпустили из тюрьмы, подстроив затем автомобильную катастрофу. Но она выжила и сумела потом бежать из страны. В августе 1975 года Амин взял себе пятую жену — Сару. Однажды она как-то попросила охранника открыть холодильник в «ботаническом саду» на вилле президента. Амин жестоко избил жену, а назавтра радио Уганды сообщило о её срочном отлёте в Ливию для лечения. По данным журнала «Монитор», за несколько месяцев до своей смерти в 2003 году, Иди Амин взял себе седьмую жену. До 2003 года его старший сын Табан возглавлял группу повстанцев, но в 2006 году занял заметный пост в службе безопасности Уганды.
В начале 1975 года произошёл ряд покушений на Амина, неудавшихся, но закончившихся очередными массовыми расстрелами. После одного из покушений жена Амина — Медина — была доставлена в больницу со следами жестоких побоев, в том числе со сломанной челюстью, — говорили, что Амин подозревал её в сговоре с покушавшимися. С тех пор он стал предпринимать самые невероятные меры предосторожности — менял автомобили, менял свои планы в последнюю минуту, сажал в президентские кортежи подставных лиц из людей, хоть как-то близких ему по комплекции.

## Свержение и изгнание
В октябре 1978 года Иди Амин развязал военные действия против соседней Танзании, предоставившей свергнутому им Оботе политическое убежище. Именно это решение предопределило поражение режима Амина — напав на дружественную социалистическому блоку страну, Уганда окончательно лишилась внешнеполитической поддержки. Объявляя войну, он в шутку вызвал президента этой страны Джулиуса Ньерере, отличавшегося довольно слабым здоровьем, на ринг.
С ограниченной ливийской помощью угандийские войска начали наступление на северную танзанийскую провинцию Кагера. Однако вскоре армия Танзании, подкреплённая эмигрантами, изгнанными из Уганды при Амине, и недовольными диктатурой частями угандийской армии (провозгласившими себя «Армией национального освобождения Уганды»), начала контрнаступление, выбила войска Амина из Танзании и вступила на территорию Уганды.
11 апреля 1979 года Иди Амин бежал из Кампалы. Столица была захвачена танзанийскими войсками при содействии «АНОУ», угандийских и руандийских партизан. После этого бывший диктатор, которому угрожал военный трибунал, некоторое время пробыл в Ливии, пока в декабре 1979 года он не переселился в Саудовскую Аравию и завёл банковский счёт в Джидде. В 1989 году Амин, всерьёз полагавший, что народ Уганды нуждается в его возвращении, попытался вернуться в страну, опираясь на вооружённую группировку полковника Джумы Ориса. Готовясь к восстановлению власти над Угандой, экс-президент прибыл в Киншасу, однако через некоторое время был отправлен назад в Саудовскую Аравию заирским диктатором Мобуту Сесе Секо.

## Смерть
В последние годы бывший правитель страдал от повышенного кровяного давления. 20 июля 2003 года одна из жён Амина, Медина, объявила, что он впал в кому и находится в госпитале им. короля Фейсала в Джидде. До последних дней своей жизни Амин получал сообщения с угрозами в свой адрес. В клинике, где он лежал, по его просьбе была выставлена охрана у дверей реанимационного отделения, поскольку неизвестные смогли дозвониться даже в его палату. Президент Уганды Йовери Мусевени, несмотря на соответствующую просьбу семьи Амина, отказался от предоставления бывшему диктатору амнистии, следовательно, Амина уже не возвращали на родину. Через неделю он вышел из комы, и заговорили о том, что он может поправиться, но этого не случилось.
Иди Амин умер в Саудовской Аравии 16 августа 2003 года в возрасте 78 лет и был похоронен в Джидде. На следующий день Дэвид Оуэн, бывший в 1977—1979 году британским министром иностранных дел от лейбористов, огласил в интервью BBC Radio 4, что в последний год нахождения Амина при власти он предлагал устранить диктатора физически: «Режим Амина был худшим из всех. Нам должно быть стыдно, что мы позволили ему просуществовать так долго».

## Личность
Иди Амин считается одним из самых курьёзных, одиозных и эпатажных государственных лидеров XX века. Он был вовлечён во множество беспрецедентных трагикомических случаев, которые впоследствии сделали его героем множества историй и анекдотов. На Западе и в некоторых странах Восточной Европы он считался эксцентричной и комической персоной и постоянно высмеивался в карикатурах.
Распространена легенда, что полный титул Амина на посту президента звучал следующим образом: «Его Превосходительство Пожизненный Президент, Фельдмаршал Аль-Хаджи Доктор Иди Амин, Повелитель всех зверей на земле и рыб в море, Завоеватель Британской Империи в Африке вообще и в Уганде в частности, кавалер орденов „Крест Виктории“, „Военный крест“ и ордена „За боевые заслуги“» (англ. His Excellency President for Life, Field Marshal Al Hadji Doctor Idi Amin, VC, DSO, MC, Lord of All the Beasts of the Earth and Fishes of the Sea, and Conqueror of the British Empire in Africa in General and Uganda in Particular).
Амин был чрезвычайно предрасположен к разнообразным наградам, поэтому он удлинил своё одеяние, чтобы поместить на нём большинство британских медалей и прочих наград Второй мировой войны, скупленных у коллекционеров. Диктатор стал объектом насмешек иностранных журналистов ещё и потому, что присвоил себе множество пышных и абсолютно не соответствующих действительной власти Амина титулов, например, «Покорителя Британской империи» и «короля Шотландии».
Помимо претензий стать главой Британского содружества наций вместо королевы Великобритании в 1974 году Амин предлагал перенести штаб-квартиру ООН в Уганду, мотивируя это решение тем, что в его стране находится «географическое сердце планеты».
Одним из самых абсурдных решений Амина считается его эфемерное объявление однодневной войны Соединённым Штатам Америки в 1975 году. Диктатор Уганды объявил войну только для того, чтобы на следующий день объявить себя победителем.
Став полноправным диктатором своей страны, Амин продолжал заниматься спортом, в частности автоспортом (свидетельством тому стало приобретение нескольких гоночных автомобилей), а также увлекался мультипликационными фильмами Уолта Диснея.
Также после окончания его правления подтвердились, в том числе от него самого, сведения, что Амин был каннибалом и употреблял в пищу убитых противников и прочих подданных, храня части их тел в большом холодильнике резиденции рядом с принимаемыми на аудиенциях ничего не подозревающими иностранными делегациями.

## Иди Амин в популярной культуре
Иди Амин — прототип главного героя сатирической повести Бориса Асояна «Принципы Додо», африканского диктатора Миди Ламина Додо. Помимо этого, фигуирует во многих фильмах:
- «Иди Амин Дада» (Idi Amin Dada, 1974) — документальный фильм французского производства. Режиссёр Барбе Шрёдер.
- «Рейд на Энтеббе» (Raid on Entebbe, 1977) — фильм о драматических событиях в угандийском аэропорту. В роли Амина Яфет Котто.
- «Победа в Энтеббе» (Victory at Entebbe, 1976) — телевизионный фильм той же тематики. В роли Амина Джулиус Гаррис.
- «Операция „Йонатан“» (Mivtsa Yonatan, 1977) — израильский кинофильм той же тематики. В роли Амина Марк Хиз.
- Спародирован Бенни Хиллом как злодей в скетче "Бионический мальчик" (1977).
- «Возвышение и падение Иди Амина» (Rise and Fall of Idi Amin, 1981) — фильм-исследование зверств режима Амина англо-кенийского производства. В роли Амина Джозеф Олита[42].
- «Голый пистолет: Из полицейских архивов» (The Naked Gun: from the Files of Police Squad!, 1988) — комедийный фильм, в начале которого бравый лейтенант Фрэнк Дребин устраивает погром на тайной сходке главных диктаторов планеты, среди которых есть и Иди Амин.
- «Миссисипи Масала» (Mississippi Masala, 1991) — фильм об индийской семье, изгнанной из Уганды при Амине. В роли Амина вновь Джозеф Олита[42].
- «Последний король Шотландии» (The Last King of Scotland, 2006) — художественный фильм британского режиссёра Кевина Макдональда по сценарию Питера Моргана и Джереми Брука, основанному на романе журналиста Джайлса Фодена. Форест Уитакер, сыгравший Иди Амина, был удостоен награды «Золотой глобус» за лучшую драматическую мужскую роль и премии «Оскар» в номинации «лучшая мужская роль».
- «Операция „Шаровая молния“» (англ. Entebbe; в американском прокате 7 Days in Entebbe («7 дней в Энтеббе»), 2018) — художественный фильм режиссёра Жозе Падильи, снят по мотивам реальных событий.
- Один из прототипов главного героя фильма «Диктатор». Его увлечение мультфильмами и наградами позаимствовано из реальных характеристик Иди Амина.